# Petrobium arboreum
Espèce
Classification phylogénétique
Statut de conservation UICN

 EN  : En danger
Petrobium arboreum est une espèce de plante du genre Petrobium et de la famille des Compositae.